# Средња школа Варварин
Средња школа Варварин је једина од установа државног средњег образовања на територији Општине Варварин. Почела је са радом 1965. године као Одељење Гимназије Крушевац, а већ 1972. године постаје самостална и делује као Гимназија Варварин.
Школске 1977/78. године школа се трансформише у Образовни центар, када се реформом школства уводи усмерено образовање, то јест заједничке основе и друга фаза усмереног образовања. У другу фазу усмереног образовања, уписује ученике за машинску, природно-математичку и архивско-преводилачку струку и школује их за III и IV степен стручности. Од оснивања школа је у потпуности испунила улогу која јој је била намењена на образовању, васпитању и оспособљавању техничара, гимназијалаца и радника у више струка и занимања (бравара, металостругара, аутомеханичара, израђивача хемијских производа).
Средња школа је 1990. године регистрована као Техничка школа у Варварину, а од 1994. године утврђено је да школа испуњава услове да остварује наставни план и програм и то у подручју рада Машинство и обрада метала за образовне профиле Машински техничар, Металостругар, Бравар и Аутомеханичар и у подручју рада Хемија, неметали и графичарство за образовне профиле Хемијски лаборант и Израђивач хемијских производа.
Од школске 2000/01. године школују се ученици образовног профила Економски техничар, четврти степен стручне спреме, а од школске 2002/03. године уписује ученике првог разреда за образовни профил: Машински техничар за компјутерско конструисање (четврти степен стручне спреме) у оквиру подручја рада Машинство и обрада метала.
Школујући ученике различитих образовних профила и гимназијалце настала је потреба да се школа пререгиструје из стручне у мешовиту школу, да би од септембра 2005. године постала мешовита школа и мења назив у Средња школа, школујући ученике за подручја рада Машинство и обрада метала, Хемија, неметали и графичарство, Економија право и администрација и Гимназије, природно-математичког смера.
Потребу за школовање ученика трећег степена стручне спреме, школа је употпунила почев од 2008/09. године од када уписује ученике образовног профила: Инсталатер, а од 2010/11. године добија сагласност ресорног Министарства за упис ученика у образовни профил Механичар привредне механизације.

## Образовни профили
Образовни профили у Средњој школи Варварин данас су:
- Гимназија - природно математички смер
- економски техничар
- техничар моторних возила
- механичар моторних возила
- индустријски механичар